# Minnesota Fighting Saints
Minnesota Fighting Saints var en professionell ishockeyklubb i Saint Paul, Minnesota, som spelade i World Hockey Association från 1972 till 1976.

## Historia
Trots att Minnesota Fighting Saints hade ett bra lag, man gick till slutspel de tre första åren, fick man ekonomiska problem då man hade lite publik på sina hemmamatcher. Detta ledde till att laget lades ner i slutet av februari 1976, innan säsongen var slut, under lagets fjärde säsong i ligan.
Följande säsong flyttade ägaren av Cleveland Crusaders sitt lag till Minnesota och antog samma namn, Minnesota Fighting Saints. Men det nya laget var heller ingen succé utan lades också ned under säsongen.   